# Матосас, Густаво
Кристиан Густаво Матосас Паидон (исп. Christian Gustavo Matosas Paidón; род. 27 мая 1967, Буэнос-Айрес, Аргентина) — уругвайский футболист и футбольный тренер аргентинского происхождения. Известен по выступлениям за клубы «Пеньяроль», «Малага», а также сборную Уругвая.
Густаво родился в Аргентине, где его отец Роберто, профессиональный футболист выступал за «Ривер Плейт». Вскоре семья вернулась в Монтевидео.

## Клубная карьера

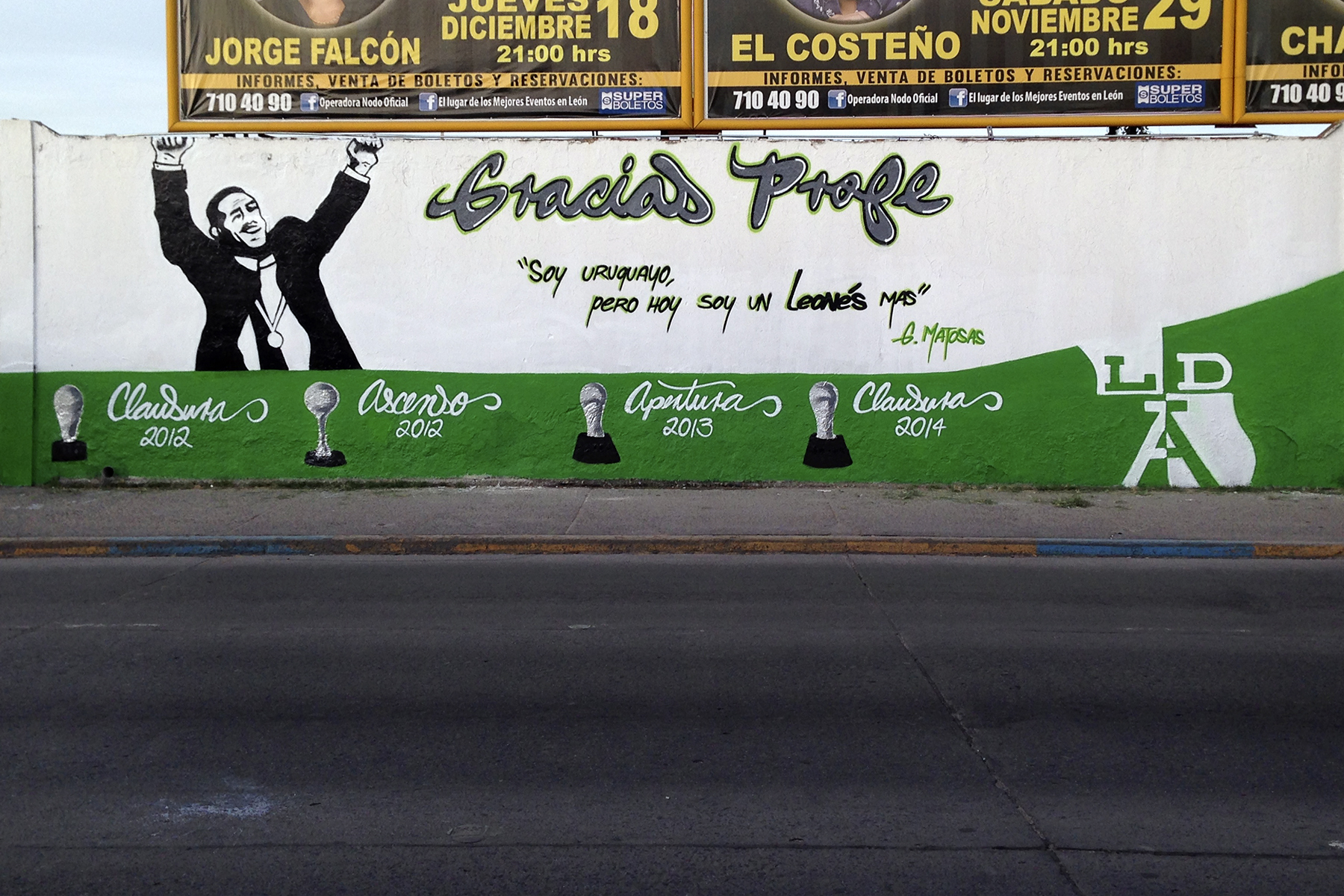
Граффити с изображением Матосаса, посвящённое выигрышу «Леоном» Клаусуры 2014

Матоса — воспитанник клуба «Пеньяроль». В год своего дебюта в уругвайской Примере он выиграл чемпионат, а через год повторил данное достижение. В 1987 году Густаво стал обладателем Кубка Либертадорес, несмотря на то, что часто оставался в запасе. В 1989 году он перешёл в испанскую «Малагу». 9 октября в матче против «Атлетико Мадрид» Матосас дебютировал в Ла Лиге, его дебют был омрачён удалением. 30 октября в поединке против «Эспаньола» он забил свой первый гол за «анчоусов». В конце сезона «Малага» вылетела в Сегунду и Густаво покинул команду.
Новым клубом Матосаса стал аргентинский «Сан-Лоренсо де Альмагро». В 1992 году он помог команде выйти в финал Кубка Либертадорес. Вторую половину года он провёл в «Расинге» из Авельянеды. В 1993 году Густаво перешёл в бразильский «Сан-Паулу». Несмотря на роль резервиста Матосас смог во второй раз стать обладателем Кубка Либертадорес и дважды выиграть Рекопа Южной Америки. В 1994 году он во второй раз переехал в Испанию, став футболистом «Лериды». Густаво был одним из лидеров команды, но клуб вылетел в Сегунду в конце сезона.
В том же году он перешёл в «Вальядолид». Отыграв полгода Матосас вернулся в Бразилию, где выступал за «Атлетико Паранаэнсе» и «Гояс». В 1998 году он успел поиграть за колумбийский «Депортес Толима» и на родине за «Рампла Хуниорс». В 1999 году Густаво уехал на заработки в Китай, подписав контракт с клубом «Тяньцзинь Тэда». На протяжении двух лет он был одним из лидеров команды и сыграл почти во всех матчах. В 2001 году он вернулся на родину, где полгода отыграл за «Эль Танке Сислей», а затем уехал в Мексику, где завершил карьеру в клубе Лиги Ассенсо «Керетаро».

## Международная карьера
19 июня 1987 года в товарищеском матче против сборной Эквадора Матосас дебютировал за сборную Уругвая. Свой первый гол за национальную команду он забил спустя четыре дня в поединке против Боливии. В том же году Густаво принял участие в Кубке Америки. На турнире он сыграл в двух матчах и стал победителем соревнований

## Тренерская карьера
9 октября 2018 года Матосас был официально представлен в качестве главного тренера сборной Коста-Рики. 5 сентября 2019 года покинул свой пост.
Я не предполагал, что быть главным тренером национальной команды будет так скучно. Я не жалею об этом и не покидаю команду разочарованным, потому что я сделал все возможное.
Могу сказать, что больше не буду возглавлять сборную какой-либо страны. Не могу тренировать игроков раз в два месяца. Это не для меня.

## Достижения
Командные
 «Пеньяроль»
- Чемпионат Уругвая по футболу — 1985
- Чемпионат Уругвая по футболу — 1986
- Обладатель Кубка Либертадорес — 1987

 «Сан-Паулу»
- Обладатель Кубка Либертадорес — 1993
- Обладатель Суперкубка Либертадорес — 1993
- Обладатель Рекопа Южной Америки — 1993
- Обладатель Рекопа Южной Америки — 1994

Международные
 Уругвай
- Кубок Америки по футболу — 1987

Тренерские
 «Леон»
- Чемпионат Мексики по футболу — Апертура 2013
- Чемпионат Мексики по футболу — Клаусура 2014
- Победитель Лиги Ассенсо — Клаусура 2012

 «Америка» (Мехико)
- Обладатель Кубка чемпионов КОНКАКАФ — 2014/2015